# Выселок (Удмуртия)
Вы́селок — деревня в Сюмсинском сельском поселении Сюмсинского района Удмуртии, Россия.

## Административно—территориальное подчинение
15 июля 1929 года деревня была включена в состав Сюмсинского района и Сюмсинского сельского совета. С 8 декабря 1962 года по 12 января 1965 года — в составе Увинского сельского района, а затем вновь в составе Сюмсинского района.
В 2001 году администрация Сюмсинского сельсовета преобразована в Сюмсинскую сельскую администрацию, а деревня и девять других населенных пунктов включены в состав Сюмсинского сельского поселения Сюмсинского района.

## Население
| 2010 | 2012 |
| ---- | ---- |
| 50   | ↗53  |

## Урбанонимы
Центральной улицей деревни является улица — Высельская.

## Адрес муниципального образования
427370, Удмуртская Республика, Сюмсинский район, с. Сюмси, улица Советская,56